# Ricardo Cassinelli
Ricardo Cassinelli (Córdoba, 1935 - Ib., 2011) fue un tenor argentino de larga trayectoria, especializado en roles de carácter.
Participó en las temporadas del Teatro Colón de Buenos Aires desde 1973 hasta 2007, en papeles secundarios.
Su carrera internacional lo llevó a formar parte de los elencos del teatro de Ginebra, Berna y el Festival de Glyndebourne.
También en Las bodas de Fígaro en el Festival de Salzburgo dirigido por James Levine y el Maggio Musicale Fiorentino en Il Trittico de Puccini.
En Estados Unidos cantó en la ópera de Washington, San Diego junto a Joan Sutherland en Adriana Lecouvreur.
Retirado, volvió para el breve papel de Parpignol en La Bohème para la reapertura del coliseo porteño en 2010.
Participó en muchas grabaciones en pequeños papeles, destacándose Attila de Verdi, Turandot con Montserrat Caballé, Rigoletto con Sherrill Milnes y Luciano Pavarotti, Los cuentos de Hoffmann, La Périchole y otras.